# Episodi di LEGO Ninjago (terza stagione)
La terza stagione, della serie animata Ninjago: Masters of Spinjitzu, sottotitolata Il riavvio (Rebooted), composta da otto episodi, è stata trasmessa negli Stati Uniti d'America su Cartoon Network dal 29 gennaio al 26 novembre 2014.
In Italia è stata trasmessa sul canale Cartoon Network dal 13 giugno al 25 luglio 2014.
La stagione è stata aggiunta su Netflix Italia il 14 aprile 2022, ma è anche disponibile sul canale YouTube della LEGO.
La seconda stagione era originariamente destinata a essere la stagione finale della serie, poiché la serie animata e la linea di prodotti LEGO Ninjago ad esso associata erano stati pianificati come un progetto triennale. Tuttavia, a causa del forte successo della serie televisiva e dell'accoglienza da parte dei fan nei forum online, si è deciso di rinnovarla per una terza stagione.
Sebbene la stagione sia intitolata Rebooted, si tratta di una continuazione della trama delle stagioni precedenti, piuttosto che di un reboot. La stagione reintroduce Ninjago City con una nuova tecnologia avanzata e presenta il ritorno di Overlord in forma digitale come antagonista principale della stagione. Rebooted è anche la prima stagione a introdurre il personaggio nindroide P.I.X.A.L. nella serie.
L'antagonista principale dei Ninjago stagione 3 sono: L'overlord, di nuovo Pythor, Cryptor
| nº                          | Titolo originale               | Titolo italiano                  | Prima TV USA                | Prima TV Italia             |
| Battle for New Ninjago City | Battle for New Ninjago City    | Battle for New Ninjago City      | Battle for New Ninjago City | Battle for New Ninjago City |
| --------------------------- | ------------------------------ | -------------------------------- | --------------------------- | --------------------------- |
| 1                           | The Surge                      | La risalita                      | 29 gennaio 2014             | 13 giugno 2014              |
| 2                           | The Art of the Silent Fist     | L'arte del pugno silenzioso      | 5 febbraio 2014             | 13 giugno 2014              |
| 3                           | Blackout                       | Blackout                         | 16 aprile 2014              | 27 giugno 2014              |
| 4                           | The Curse of the Golden Master | La maledizione del Maestro d'Oro | 16 aprile 2014              | 27 giugno 2014              |
| 5                           | Enter the Digiverse            | Il Digiverse                     | 13 luglio 2014              | 4 luglio 2014               |
| Fall of the Golden Master   |                                |                                  |                             |                             |
| 6                           | Codename: Arcturus             | Nome in codice: Arcturus         | 13 luglio 2014              | 11 luglio 2014              |
| 7                           | The Void                       | Lo spazio                        | 26 novembre 2014            | 18 luglio 2014              |
| 8                           | The Titanium Ninja             | Il ninja di titanio              | 26 novembre 2014            | 25 luglio 2014              |

## La risalita
- Titolo originale: The Surge
- Diretto da: Peter Hausner
- Scritto da: Dan Hageman e Kevin Hageman

### Trama
Dopo la sconfitta dell'Overlord da parte di Lloyd i ninja sono diventati degli insegnanti presso la scuola per ragazzi cattivi, ora diventata una normalissima scuola, mentre il ninja verde passa le giornate a riscuotere premi.
Kai, il professore di storia, racconta agli studenti la storia dello Scontro Finale e spiega di come Cyrus Borg abbia ricostruito la città dopo la sconfitta dell'Overlord. Ninjago City è infatti diventata una città futuristica, con macchine volanti e robot che svolgono i lavori più importanti.
Lo stesso giorno i ninja portano gli allievi a Ninjago City per visitare la fabbrica di Borg; durante la visita Borg convoca i ninja nel suo ufficio e scoprono che l'uomo ha perso l'uso delle gambe e che si muove con delle zampe robotiche. Borg regala ai ninja una magnifica statua di Lloyd, ma li avverte che dovranno proteggerla a costo della loro vita, per poi congedarli dicendo loro che "Lui" li stava ascoltando.
Durante il trasporto la statua si rompe rivelando delle Techno Lame, potentissime armi tecnologiche, con un video in cui Cyrus Borg rivela che l'Overlord è sopravvissuto allo Scontro Finale e che ha preso il controllo di ogni tecnologia in tutta Ninjago sotto forma di un virus.
Intanto l'Overlord scopre il tradimento di Borg grazie alle telecamere del palazzo e lo trasforma in un robot per punirlo; dopodiché hackera ogni robot presente a Ninjago City che iniziano ad attaccare i civili.
I ninja vengono così braccati dalle macchine, ma vengono soccorsi da Lloyd, nonostante il suo potere d'oro potenzia i robot; tuttavia Wu si sacrifica per salvare i suoi allievi e si fa catturare dall'Overlord fingendo di avere le Techno Lame.
I ninja decidono di rifugiarsi dal padre di Lloyd, Sensei Garmadon, e Nya scopre di provare sentimenti anche per Cole oltre che per Jay. Nel frattempo P.I.X.A.L., l'assistente robotica dell'Overlord, usa i progetti di Zane per creare un esercito di Nindroidi.

## L'arte del pugno silenzioso
- Titolo originale: The Art of the Silent Fist
- Diretto da: Michael Helmuth Hansen
- Scritto da: Dan Hageman e Kevin Hageman

### Trama
L'Overlord cerca di scoprire il nascondiglio dei ninja estrapolando la memoria di Sensei Wu; scopre così che i ninja sono diretti al monastero dove si è ritirato Garmadon. Così invia P.I.X.A.L. a catturarli per recuperare le Techno Lame. Intanto i ninja raggiungono il monastero di Lord Garmadon, ora noto come Sensei Garmadon, e lì padre di Lloyd li informa che ha deciso di non combattere mai più, poiché spera di rimediare così al male che ha commesso in passato; dopodiché insegna ai ninja "l'arte del pugno silenzioso", ossia combattere sfruttando la forza degli avversari. Nella notte Zane sorprende P.I.X.A.L. tentare di rubare le Techno Lame; dopo averla catturata scollega il suo contatto con l'Overlord. P.I.X.A.L. è così libera di pensare autonomamente e rivela ai ninja che sta arrivando un esercito di Nindroidi per annientarli; i ninja allora fuggono e si dividono: Lloyd infatti si reca con il padre lontano da Ninjago City. Intanto i ninja scoprono grazie a PIXAL che le Techno Lame sono in grado di riavviare il sistema informatico e distruggere l'Overlord. I ninja, per riuscire a entrare a Ninjago City, decidono di distruggere la fonte di energia di Ninjago. Durante il viaggio Zane scopre di provare qualcosa per P.I.X.A.L., ma questa sembra non accorgersi dei suoi sentimenti poiché ragiona come un robot; anche Cole scopre di avere una cotta per Nya, ma non osa farsi avanti per paura che Jay la prenda male. Intanto Lloyd e Garmadon raggiungono la caverna di Samurai X, il luogo dove Nya ha nascosto le sue armi, e si recano a nord con un fuoristrada; tuttavia vengono attaccati da un drago meccanico costruito dall'Overlord. Intanto i ninja raggiungono la fonte di energia di Ninjago, ma scoprono che è sorvegliata dai nùNindroidi comandati dal generale Cryptor; dopo avere lasciato indietro PIXAL (che non può combattere poiché non è programmata per questo) si intrufolano nella sala comandi cercando il pulsante di spegnimento. Vengono però scoperti da Minidroide (il più piccolo dei Nindroidi) che avverte Cryptor; P.I.X.A.L. allora cerca di distrarre i Nindroidi e Zane si precipita da lei per aiutarla, mentre i ninja provocano i Nindroidi facendoli continuamente sparare contro il generatore, distruggendolo, disattivando così tutta la tecnologia di Ninjago (compreso il drago meccanico che inseguiva Lloyd e Garmadon e il generale Cryptor che nel frattempo stava avendo la meglio su Zane); si disattiva però anche P.I.X.A.L., che sfrutta le sue ultime energie per rivelare a Zane che lei sapeva che distruggendo la fonte di energia si sarebbe disattivata, e aveva chiesto di restare indietro proprio per non farla vedere a Zane, poiché in realtà anche lei prova qualcosa per lui. Intanto Lloyd e Garmadon dopo la disattivazione del drago meccanico proseguono il viaggio a piedi.

## Blackout
- Titolo originale: Blackout
- Diretto da: Jens Møller
- Scritto da: Dan Hagemane Kevin Hageman

### Trama
Dopo la distruzione della fonte di energia di Ninjago l'Overlord sembra scomparso; tuttavia alcuni operai ritrovano Cyrus Borg, ora di nuovo umano, e questi scopre che in realtà il virus si è trasferito verso una destinazione ignota. infatti un individuo vestito di bianco lo porta in una sala sotto Ninjago City alimentata dall'energia prodotta da alcune anguille elettriche; l'Overlord decide così di riattivare i Nindroidi con l'aiuto del misterioso individuo vestito di bianco e di un Nindroide ancora funzionante. Intanto i ninja riattivano P.I.X.A.L. dandogli metà della fonte di energia di Zane, che è inestinguibile; dopodiché distruggono la maggior parte dei Nindroidi e gettano le macerie nel deposito di ferrivecchi dei genitori di Jay. Mentre i maschi si danno da fare, P.I.X.A.L. avverte Nya che, secondo la logica, lei non è compatibile con Jay, ma solo con Cole; Nya risponde che se ne era già accorta da sola, ma per errore si fa sentire da Jay e questi comincia a litigare con Cole, e nonostante all'inizio Cole sia perplesso, poco dopo anche lui comincia a litigare poiché è innamorato di Nya. Intanto il misterioso Nindroide raggiunge il deposito e riattiva il generale Cryptor e gli ultimi Nindroidi rimasti con le scariche delle anguille elettriche; poco dopo cerca di distruggere i ninja facendo volare la roulotte dei genitori di Jay, ma i ninja fuggono insieme a Nya, P.I.X.A.L. e i genitori di Jay; tuttavia Zane non riesce a combattere poiché ora metà del suo cuore appartiene a P.I.X.A.L., ma aggira l'ostacolo combattendo insieme a lei. Poco dopo i ninja scoprono che il misterioso Nindroide è in realtà Sensei Wu, ora trasformato in un robot, e ingaggiano una dura lotta contro di lui. Tuttavia riescono a sconfiggerlo e Wu fugge insieme ai Nindroidi. Intanto Lloyd e Garmadon raggiungono le foreste del nord e lì Sensei Garmadon allena il figlio in modo che impari a combattere senza usare il suo Potere d'Oro.

## La maledizione del Maestro d'Oro
- Titolo originale: The Curse of the Golden Master
- Diretto da: Trylle Vilstrup
- Scritto da: Dan Hageman e Kevin Hageman

### Trama
I ninja tornano a Ninjago City nella speranza di trovare il nascondiglio dell'Overlord; lì trovano Cyrus Borg che ora è a capo degli abitanti, i quali tengono agguati nella speranza di distruggere i Nindroidi. Borg dice ai ninja che molti Nindroidi sono scesi sottoterra e che quindi l'Overlord si nasconde probabilmente lì; i ninja allora scendono nelle fognature per cercarlo insieme a Nya, mentre PIXAL rimane ad assistere Borg. Mentre Jay e Cole continuano a litigare per Nya, i ninja trovano il tunnel scavato dalle Serpentine nella seconda stagione; seguendolo trovano la camera dove era custodito l'Esercito di Pietra e scoprono che le Serpentine ne hanno fatto la loro nuova casa. Poco dopo incontrano Skales, ancora re dei serpenti, e scoprono che ha rinunciato a combattere e che ora vive una vita felice insieme alle altre Serpentine; inoltre si è sposato con un'Hypnobrai femmina, Selma, e ha avuto un figlio di nome Skales Junior. Skales inizialmente si rifiuta di aiutare i ninja, considerandoli nemici, ma Selma lo persuade e allora lui con l'aiuto di Acidicus (ora lo stregone delle Serpentine) racconta loro la storia delle Serpentine: quando il primo maestro di Spinjitsu creò Ninjago, dalla terra nacque la loro stirpe di uomini-serpente; il maestro allora divise le Serpentine in cinque tribù, e ciascuna di essa faceva continuamente guerra alle altre. Finché un giorno non comparve il Maestro d'Oro, ossia l'Overlord all'apice della sua potenza, che distrusse le città delle tribù, privandole della loro casa; le Serpentine allora chiesero aiuto agli abitanti di Ninjago, ma essi, arrabbiati per i continui danni causati dalle guerre e dalla furia del Great Devourer, non credettero alla loro storia e li cacciarono. Allora la più potente delle tribù, gli Anacondrai, unì tutte le altre e insieme costruirono la città di Horoboros; dopodiché attaccarono gli abitanti di Ninjago per vendicarsi. Questi ultimi però li sconfissero e li rinchiusero nelle tombe, dopodiché imprigionarono il Great Devourer sotto Horoboros in un sonno eterno, che si sarebbe spezzato solo con le quattro Lame di Zanna d'Argento. Mentre Skales racconta, Dareth porta gli studenti dei ninja (che Nya gli aveva affidato) all'Acquario di Ninjago, ma viene attaccato dal misterioso alleato dell'Overlord che distrugge le vetrate e ruba le anguille, per poi lasciarli in balia degli squali; Dareth però riesce a spaventare i pesci e porta in salvo i ragazzi. Intanto l'Overlord usa le anguille per alimentare una barca che gli consente di muoversi nelle fognature di Ninjago, scatenando così i Nindroidi contro i ninja, che però riescono a sconfiggerli distruggendo la loro fonte d'energia; durante la battaglia Skales Junior rischia di rimanere ucciso, ma viene salvato da Kai e Skales, riconoscente, dichiara un'eterna alleanza e rivela che l'Overlord è spesso affiancato da un misterioso individuo vestito di bianco, e che stanno lavorando a un misterioso progetto che porta il nome di "Arcturus", il primo generale Anacondrai. Intanto Lloyd e suo padre tentano di sfuggire all'Overlord nascondendosi nella giungla, ma vengono comunque scoperti e l'Overlord cattura Garmadon; Lloyd cerca di salvarlo, ma viene catturato dal misterioso individuo bianco, che si rivela essere Pythor (che dopo l'incidente con il Great Devourer è diventato bianco a macchie viola e con gli occhi rossi a causa del veleno). Lloyd viene così portato alla base dell'Overlord mentre Garmadon viene buttato in mare; tuttavia il padre di Lloyd sopravvive alla caduta e corre ad avvertire i ninja dell'accaduto.

## Il Digiverse
- Titolo originale: Enter the Digiverse
- Diretto da: Peter Hausner
- Scritto da: Dan Hageman e Kevin Hageman

### Trama
A bordo del drago meccanico l'Overlord estrae il Potere d'Oro di Lloyd e lo usa per ricostruirsi un corpo proprio; tuttavia l'estrazione richiede più tempo del previsto. Intanto Cyrus Borg e P.I.X.A.L. fanno entrare i ninja nel Digiverse, ossia nel mondo digitale, grazie a uno speciale macchinario cosicché possano raggiungere il server principale e ripulire il virus dell'Overlord; tuttavia questi ostacola la missione capovolgendo il mondo digitale e scatenando diversi antivirus per annientare i ninja. Come se non bastasse, Pythor attacca Ninjago city con l'esercito di nindroidi e con sensei Wu, che è ancora un robot. Fortunatamente gli abitanti di Ninjago City attaccano i Nindroidi e riescono a rallentarli a sufficienza perché Nya possa raggiungere l'armatura del Samurai, ribaltando così la situazione; sfortunatamente Pythor e Wu riescono comunque a passare insieme a un robo-ragno. Intanto i ninja riescono a raggiungere il server principale, ma le Techno Blade non hanno alcun effetto e l'Overlord li attacca sotto forma di un gigantesco mostro tentacolare. Contemporaneamente Pythor e Wu raggiungono il nascondiglio dei ninja, ma P.I.X.A.L. riesce a contrastarli; tuttavia il robo-ragno è troppo anche per lei, ma proprio quando le cose si mettono male fa ritorno Sensei Garmadon, che affronta il fratello e distrugge il robo-ragno. Poco dopo arriva anche Nya, che sconfigge facilmente Pythor, ma questi rapisce Cyrus Borg. Intanto nel mondo digitale i ninja capiscono che per attivare le Techno Lame serve il Potere d'Oro che ora è in possesso dell'Overlord; tuttavia Lloyd riesce ad avvertire i ninja che anche loro possono usare i suoi poteri poiché ora fanno parte del programma. I ninja riescono così ad attivare le armi e distruggono l'Overlord. Così nel mondo reale i Nindroidi, privati del loro signore, fuggono con Pythor, mentre Sensei Wu torna umano. Anche il drago meccanico si disattiva e precipita in mare, ma Lloyd riesce comunque a salvarsi, dopodiché avverte gli amici dell'accaduto; tuttavia i ninja devono ancora ritrovare Pythor e scoprire il mistero del progetto Arcturus.

## Nome in codice: Arcturus
- Titolo originale: Codename: Arcturus
- Diretto da: Michael Helmuth Hansen
- Scritto da: Dan Hageman e Kevin Hageman

### Trama
Pythor si reca nel luogo dove è precipitato il drago meccanico insieme al generale Cryptor e ai pochi Nindroidi rimasti, e scopre che all'ultimo momento l'Overlord era riuscito a fuggire dal mondo digitale; tuttavia, poiché il Potere d'Oro estrapolato era solo l'85%, l'Overlord non è riuscito a ottenere un corpo, ma è ora un'entità formata da una polvere violacea. Pythor così divora la polvere per portare via il suo signore; dopodiché ritrasforma Cyrus Borg in un Nindroide e gli ordina di completare il progetto Arcturus. Intanto i ninja tornano sull'Isola delle Tenebre e grazie al Tempio della Luce i ninja riacquistano i loro poteri degli elementi, mentre Lloyd recupera parte dei suoi e torna a essere il Ninja Verde. Dopodiché Garmadon e Wu tornano a Ninjago City con Lloyd, Zane e P.I.X.A.L., mentre Cole e Jay portano Nya al cinema e Kai va a fare un giro in macchina; tuttavia all'autogrill Kai vede Pythor rubare dei container pieni di petrolio, così avverte Sensei Wu e si lancia all'inseguimento. P.I.X.A.L. e Zane cercano di aiutarlo connettendosi all'auto, ma dopo una corsa spericolata tutte le cisterne esplodono eccetto quella su cui sta viaggiando Pythor; questi, convinto di avere eliminato Kai, avverte l'Overlord e Kai capisce che l'Overlord è ancora vivo e avverte gli amici, ma subito dopo viene scoperto e catturato. Dopo avere ascoltato la telefonata di Pythor Garmadon capisce in cosa consiste il progetto Arcturus e rivela che quando i ninja hanno distrutto la sua Superarma questa non è esplosa, ma è stata gettata nello spazio sotto forma di una cometa; quindi probabilmente l'Overlord vuole recuperarla. Zane capisce che l'ubicazione della base dei nemici è nella città di Horoboros, nella buca dove giaceva il Great Devourer; i ninja si recano così alla città e trovano un gigantesco razzo che sta per partire. Il razzo si chiama Arcturus e il generale Cryptor e gli ultimi Nindroidi ci salgono a bordo, mentre Pythor attiva il conto alla rovescia; ai ninja non resta così che liberare Kai e salire a bordo del razzo insieme a Lloyd per sabotare il piano dell'Overlord.

## Lo spazio
- Titolo originale: The Void
- Diretto da: Jens Møller
- Scritto da: Dan Hageman e Kevin Hageman

### Trama
L'astronave si dirige verso la scia della Cometa Archturus, dove i Nindroidi cercano di recuperare i resti della Mega Arma, che è stata fatta esplodere nello spazio dopo il suo ultimo utilizzo. I Ninja tentano di fermarli, ma alla fine vengono abbandonati sulla superficie della cometa, mentre i Nindroidi fuggono con l'oro che cercavano.

## Il ninja di titanio
- Titolo originale: The Titanium Ninja
- Diretto da: Peter Hausner
- Scritto da: Dan Hageman e Kevin Hageman

### Trama
Cryptor e i Nindroidi portano le Armi d'Oro all'Overlord, che usa la fabbrica di Borg per fonderle e forgiare una nuova armatura dorata. Nel frattempo i Ninja riescono a ripartire dalla cometa e tornano a Ninjago, ma ormai l'Overlord è diventato il Maestro d'Oro e sta attaccando Ninjago City. I Ninja cercano di fermarlo, ma lui usa i suoi poteri per muovere edifici e palazzi, poi li insegue con lo Spinjitzu dorato. I Ninja scappano e si rifugiano al Tempio di Fortitude insieme a Garmadon e Wu. Borg mostra ai Ninja una pillola in grado di rimpicciolire e bloccare i poteri dell'Overlord. I Ninja poi usano le antiche armature dell'Esercito di Pietra per essere protetti dal potere del Maestro d'Oro e attaccano per l'ultima volta l'Overlord, che ha creato una gigantesca ragnatela nel centro della città. I Ninja provano a usare la pillola per indebolirlo ma Pythor la ingoia e viene rimpicciolito. Non avendo più modo per contrastare l'Overlord, i Ninja vengono immobilizzati, tranne Zane, che decide di sacrificarsi per salvare Ninjago e i suoi amici. Zane affronta da solo l'Overlord, ma non riesce a resistere alla potenza delle Armi d'Oro e così viene distrutto, distruggendo anche lo stesso Overlord. I Ninja, Wu, Garmadon e Borg commemorano il sacrificio di Zane davanti a una sua statua costruita al centro di un parco a Ninjago City. Ma alla fine P.I.X.A.L., torna nella torre di Borg e sente la voce di Zane, che le chiede se sono compatibili, a indicare che Zane è sopravvissuto.